# Епамінонд

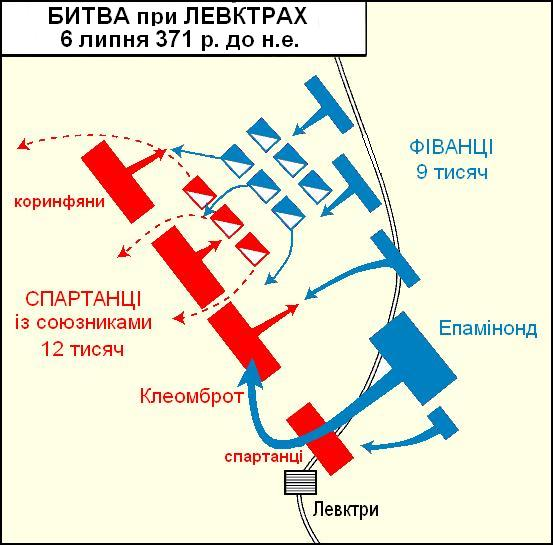
Битва при Левктрах

Епаміно́нд (близько 420, Фіви — 362 до н. е., Мантінея) — фіванський воєначальник і політик в період війн у Греції за гегемонію Фів.

## Політична та військова кар'єра

### Фон
Епамінонд жив в особливо бурхливий момент грецької історії. Після перемоги в Пелопоннеській війні в 404 р до н. е., Спарта розпочала агресивну односторонню політику щодо решти Греції і швидко віддалила багатьох своїх колишніх союзників. Тим часом Фіви під час війни значно збільшили власну могутність і прагнули отримати контроль над іншими містами Беотії (регіон Стародавньої Греції на північний захід від Аттики). Ця політика разом з іншими суперечками призвела до конфлікту Фів зі Спартою. До 395 року до нашої ери Фіви разом з Афінами, Коринфом і Аргосом опинилися проти Спарти (колишнього союзника) у Коринфській війні. Ця війна, яка тривала безрезультатно вісім років, призвела до кількох кривавих фіванських поразок від рук спартанців. До моменту його завершення Фіви були змушені стримати свої експансіоністські амбіції і повернутися до старого союзу зі Спартою.
У 382 році до н. е., однак, спартанський полководець Фебіда зафіксував акт, який остаточно повернув Фіви проти Спарти і проклав шлях приходу до влади Епамінонда. Проходячи через Беотію в поході, Фебід скористався міжусобицями в Фівах, щоб забезпечити вхід до міста для своїх військ. Опинившись усередині, він захопив Кадмею (фіванський акрополь) і змусив антиспартанську сторону втекти з міста. Епамінонду, хоча й пов'язаному з цією фракцією, було дозволено залишитися; оскільки «його філософія змусила його дивитися зверхньо як відлюдника, а його бідність — як імпотента». Спартанці встановили маріонетковий уряд у Фівах і поставили гарнізон Кадмеї, щоб забезпечити поведінку фіванців.

### Початок кар'єри

#### 378р. до н.е.— Фіванський переворот

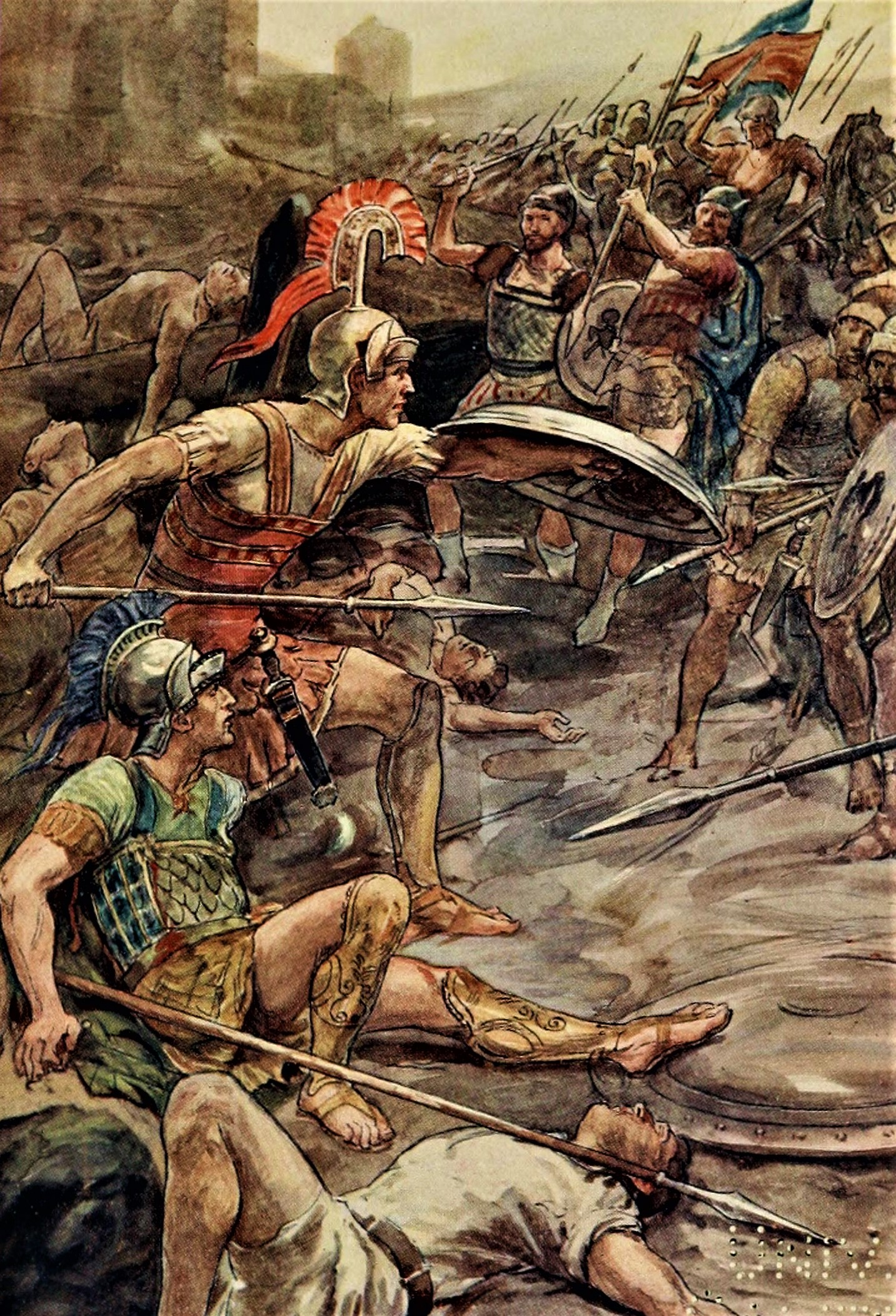
Епамінонд захищає Пелопіда під час облоги Мантінеї (385 р. до н. е.)

У роки після захоплення спартанцями, фіванці у вигнанні перегрупувалися в Афінах і за підштовхом Пелопіда готувалися звільнити своє місто. Тим часом у Фівах Епамінонд почав готувати юнаків міста до боротьби зі спартанцями. Взимку 379 р до н. е. невелика група вигнанців на чолі з Пелопідом проникла в місто. Потім вони вбили лідерів проспартанського уряду, і за підтримки Епамінонда і Горгіда, які очолювали групу молодих людей, і загоном афінських гоплітів, вони оточили спартанців на Кадмії. Наступного дня Епамінонд і Горгід привели Пелопіда та його людей до фіванських зборів і закликали фіванців боротися за свою свободу; збори відповіли, проголосивши Пелопіда та його людей визволителів. Кадмея була оточена, і спартанці напали; Пелопід зрозумів, що їх потрібно вигнати, перш ніж зі Спарти прийде армія, щоб допомогти їм. Спартанський гарнізон зрештою здався за умови, що їм буде дозволено відійти неушкодженими. Вузький відрив успіху змовників демонструє той факт, що спартанський гарнізон зустрів спартанські сили на шляху, щоб врятувати їх, коли вони поверталися до Спарти. Плутарх зображує фіванський переворот як надзвичайно важливу подію:
…подальша зміна політичної ситуації зробила цей подвиг ще більш славетним. Бо війна, яка зламала претензії Спарти й поклала кінець її пануванню на суші й на морі, почалася з тієї ночі, коли люди не дивували будь-який форт чи замок чи цитадель, а входячи в приватний будинок з одинадцятьма іншими, розв'язані й розбиті на шматки, якщо істину можна виразити в метафорі, кайдани лакедемонської зверхності, які вважалися нерозривними і не підлягають розриву.

#### 378—371рр. до н.е.— Наслідки
Коли звістка про повстання у Фівах досягла Спарти, армія під командуванням Клеомброта I була направлена підкорити місто, але повернула назад, не вступивши в бой з фіванцями. Інша армія під керівництвом Агесилая II була направлена для нападу на фіванців. Однак фіванці відмовилися зустрічати спартанську армію в битві, натомість побудувавши окоп і частокіл за Фівами, які вони окупували, не давши спартанцям просуватися на місто. Спартанці спустошили сільську місцевість, але врешті-решт пішли, залишивши Фіви незалежними. Ця перемога так підбадьорила фіванців, що вони розпочали операції і проти інших сусідніх міст. За короткий термін фіванці змогли відновити свою стару беотійську конфедерацію в новій, демократичній формі. Міста Беотії об'єдналися як федерація з виконавчим органом, що складається з семи генералів, або беотархів, обраних з семи округів по всій Беотії. Це політичне злиття було настільки успішним, що відтепер назви « Фіва» та « Беотійський» використовувалися як синоніми на знак нововиявленої солідарності регіону.
Прагнучи розгромити фіванців, спартанці тричі вторглися в Беотію протягом наступних кількох років 378, 377,… Спочатку фіванці побоювалися зіткнутися зі спартанцями, але конфлікт дав їм багато практики і тренувань, і вони «піднесли свій дух, загартували своє тіло до труднощів, і набули досвіду та сміливості від постійної боротьби». Хоча Спарта залишалася панівною сухопутною державою в Греції, беотійці продемонстрували, що вони теж становлять військову загрозу і є політично згуртованою силою. У той же час Пелопід, прихильник агресивної політики проти Спарти, утвердився як головний політичний лідер у Фівах.
Роль Епамінонда в період до 371 року до н.е. важко визначити. Безумовно, він служив у фіванських військах на захисті Беотії в 370-х роках, а до 371 року до нашої ери він став беотархом. Здається, можна припустити, враховуючи тісну дружбу та співпрацю між Епамінондом і Пелопідом після 371 р. до н. е., що вони також тісно співпрацювали з питань політики Фів в період 378—371 рр. до н. е..

#### Мирна конференція 371р. до н.е
У роки після фіванського перевороту між Спартою і Фівами відбулися випадкові бої, у конфлікт також були втягнені Афіни. У 375 р. до н. е. була зроблена слабка спроба спільного миру, але випадкові бої між Афінами та Спартою відновилися в 373 р.до н. е. (найпізніше). До 371 р. до н. е. Афіни і Спарта знову були втомлені війною, а в 371 р. до н. е. у Спарті відбулася конференція для обговорення чергової спроби спільного миру.
Епамінонд був беотархом у 371 році, і очолив беотійську делегацію на мирній конференції. Умови миру були узгоджені на початку конференції, і фіванці, ймовірно, підписали договір від свого імені. Однак наступного дня Епамінонд спричинив різкий розрив зі Спартою, коли наполягав на підписанні не лише для фіванців, а для всіх беотійців. Агесилай відмовився дозволити зміну підпису фіванських посланців, наполягаючи на тому, що міста Беотії мають бути незалежними; Епамінонд заперечив, що якщо це сталося, то й міста Лаконії також мають бути. Розгніваний Агесилай викреслив фіванців з документа. Делегація повернулася до Фів, і обидві сторони мобілізувалися на війну.

#### Битва при Левктрах (371р. до н.е.)

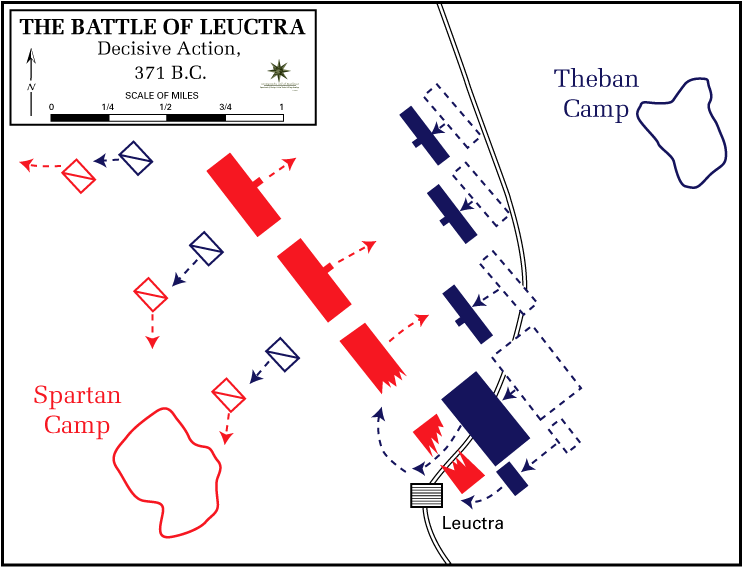
Битва при Левктрах, 371 рік е., що показує тактичні досягнення Епамінонда

Одразу після провалу мирних переговорів зі Спарти було надіслано наказ спартанському царю Клеомброту, який стояв на чолі армії у Фокіді, наказавши йому йти безпосередньо до Беотії. Обігаючи на північ, щоб уникнути гірських перевалів, де беотійці були готові влаштувати йому засідку. Клеомброт увійшов на територію Беотії з несподіваного напрямку, швидко захопив форт і захопив 10 або 12 трієр . Потім, рушивши до Фів, він залишився у таборі у Левктрах, на території Феспій . Тут назустріч йому прийшла беотійська армія. Спартанська армія налічувала близько 10 000 гоплітів, 700 з яких були елітними воїнами, відомими як спартиати . Беотійці навпроти них налічували близько 6000, але були підкріплені кіннотою, що перевершувала пелопоннесську.
Епамінонду було доручено керувати беотійською армією, а інші шість беотархів були дорадчими. Тим часом Пелопід був капітаном Священного оркестру (що?), елітних фіванських військ. Перед битвою, очевидно, було багато дебатів серед беотархів про те: воювати чи ні. Будучи послідовним прихильником агресивної політики, Епамінонд хотів битися, і, за підтримки Пелопіда, йому вдалося схилити голоси на користь битви. Під час битви Епамінонд мав показати тактику, яку досі не бачили в грецькій війні.
Побудова фаланги, яку використовували грецькі армії, мала явну тенденцію відхилятися вправо під час битви, «тому що страх змушує кожну людину робити все можливе, щоб захистити свою беззбройну сторону щитом людини, що знаходиться поруч з ним справа». Тому традиційно фаланга вишикувалася для бою з елітними військами на правому фланзі, щоб протистояти цій тенденції. Так, у спартанській фаланзі в Левктрах Клеомброт і елітні " спартиати " були праворуч, а менш досвідчені пелопоннеські союзники — ліворуч. Однак, потребуючи протистояти чисельній перевагі спартанців, Епамінонд запровадив дві тактичні нововведення. По-перше, він взяв кращі війська в армії, і розташував їх 50 рангів глибоко (на відміну від нормальних 8 — 12 рядів) разом із Клеомбротом і спартанцями, з Пелопідом і Священним оркестром на крайньому лівому фланзі. По-друге, визнавши, що він не зрівнявся з шириною Пелопоннеської фаланги (навіть до поглиблення лівого флангу), він відмовився від усіх спроб зробити це. Натомість, розмістивши слабкіші війська на правому фланзі, він «наказав їм уникати бою і поступово відходити під час атаки противника». Тактику глибокої фаланги передбачав Пагондас, інший фіванський полководець, який використовував глибокий стрій із 25 людей у битві при Деліумі. Проте зміна позиції елітних військ і косий напрямок атаки були нововведеннями; схоже, що Епамінонд був відповідальним за військову тактику відмови від флангу.
Бій при Левктрах розпочався зіткненням між кіннотою, в якому фіванці здобули перемогу над нижчою спартанською кіннотою, відкинувши її назад у ряди піхоти і тим самим порушивши фалангу. Потім бій розпочався в Ернесті, укріплений фіванський лівий фланг просувався з подвійною швидкістю, а правий фланг відступив. Після напружених боїв спартанський правий фланг почав поступатися під поштовхом і масою фіванців, і Клеомброт був убитий. Хоча спартанці трималися досить довго, щоб врятувати тіло царя, їхня лінія невдовзі була зламана сильним нападом фіван. Пелопоннеські союзники на лівому крилі, побачивши, що спартанці втекли, також зірвалися і побігли, і вся армія в безладі відступила. Тисяча пелопоннесців була вбита, а беотійці втратили лише 300 чоловік. Найважливіше, оскільки вона становила значну частку всієї живої сили Спарта, 400 із 700 присутніх спартанців було вбито, втрата, яка становила серйозну загрозу майбутнім військовим здібностям Спарти. Коли після битви спартанці запитали, чи можуть вони та пелопоннесці зібрати мертвих, Епамінонд запідозрив, що спартанці спробують приховати масштаб своїх втрат. Тому він дозволив пелопоннесцям першими прибрати своїх загиблих, щоб ті, що залишилися, були показані як спарти і підкреслили масштаб перемоги Фіван.
Перемога при Левктрах до глибини душі похитнула основи спартанського панування в Греції. Оскільки кількість спартійців завжди була відносно невеликою, Спарта покладалася на своїх союзників, щоб виставити значні армії. Однак після поразки при Левктрах союзники Пелопоннеса були менш схильні піддаватися вимогам спартанців. Крім того, з втратою людей при Левктрах та в інших битвах, спартанці не мали сильного становища, щоб відновити своє панування над своїми колишніми союзниками.

### Фіванська гегемонія
Одразу після Левктр фіванці розглянули можливість продовжити свою перемогу, помстившись Спарті; вони також запросили Афіни приєднатися до них. Однак їхні фессалійські союзники під керівництвом Ясона з Фер відрадили їх розбити те, що залишилося від спартанської армії. Натомість Епамінонд зайнявся консолідацією беотійської конфедерації, змусивши поліс Орхомен, який раніше був спартанським, приєднатися до ліги.
Наступного року фіванці вторглися на Пелопоннес, прагнучи остаточно зламати владу Спарта. Неясно, коли саме фіванці почали думати не просто про припинення спартанської гегемонії, а й про заміну її власною, але зрозуміло, що врешті-решт це стало їхньою метою. Ганс Бек стверджує, що, на відміну від Спарти в Пелопоннеському союзі та Афін у Делійському союзі, Фіви не доклали зусиль ні для створення імперії, ні для того, щоб зв'язати своїх союзників у будь-яку постійну і стабільну організацію. Справді, після того, як відбулася битва при Левктрах Фіви приділили свою увагу дипломатичним зусиллям у Центральній Греції, а не схемам панування за її межами. Наприкінці 370 р. мережа союзів Фів у центральній Греції забезпечила їй безпеку в цьому районі, ніби вона не була до Левктр і відкривала простір для подальшого розширення фіванського впливу.

#### Перше вторгнення на Пелопоннес (370 р до н.е.)
Коли відразу після Левктр фіванці послали до Афін глашатая з новиною про свою перемогу, гінця зустріла кам'яна тиша. Тоді афіняни вирішили скористатися спартанським заворушенням, провівши конференцію в Афінах, на якій умови миру, запропоновані раніше в 371 р. до н. е., були ратифіковані всіма містами (крім Еліди); і цього разу договір явно зробив незалежними міста Пелопоннесу, які раніше перебували під пануванням Спарта. Скориставшись цим, мантинейці вирішили об'єднати свої поселення в єдине місто і зміцнити його; рішення, яке сильно розлютило Агесилая. Крім того, Тегея, підтримана Мантінеєю, спровокувала утворення аркадського союзу. Це призвело до того, що спартанці оголосили війну Мантінеї, після чого більшість аркадійських міст об'єдналися, щоб протистояти спартанцям (утворивши таким чином конфедерацію, якій спартанці намагалися запобігти), і попросили допомоги у фіванців. Фіванська армія прибула в кінці 370 р. до н. е., і його очолювали Епамінонд і Пелопід, обидва в цей час були беотархами. Коли вони вирушили до Аркадіїю, фіванці приєднали збройні контингенти з багатьох колишніх союзників Спарти, збільшивши свої сили в 50 — 70000 чоловік. В Аркадії Епамінонд заохочував аркадійців сформувати запропонований ними союз і побудувати нове місто Мегалополіс (як центр сили проти Спарти).

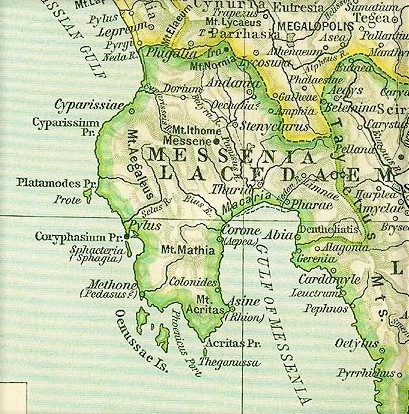
Мессенія в класичний період

Епамінонд, мав підтримку Пелопіди і Аркадії, а потім переконав інших беотархів вторгнутися у Лаконію. Рухаючись на південь, вони перетнули річку Євротас, кордон Спарти, який не порушила жодна ворожа армія. Спартанці, не бажаючи вступати в битву з величезною армією, просто захищали своє місто, яке фівани не намагалися захопити. Фівани та їхні союзники спустошили Лаконію аж до порту Гітій, звільнивши деяких лакедемонянських періоеків від їхньої вірності Спарті. Епамінонд ненадовго повернувся до Аркадії, а потім знову пішов на південь, цього разу в Мессенію, регіон, який спартанці завоювали приблизно 200 років тому. Епамінонд звільнив ілотів Мессенії, і відновлене древнє місто Мессіні, яке було одним з найсильніших в Греції. Потім він закликав мессенських вигнанців по всій Греції повернутися і відбудувати свою батьківщину. Втрата Мессенії завдала особливої шкоди спартанцям, оскільки ця територія становила одну третину території Спарти і містила половину їхнього населення ілотів. Саме праця ілотів дозволила спартанцям стати «штатною» армією.
Кампанія Епамінонда 370/369 рр. була описана як приклад «грандіозної стратегії непрямого підходу», яка мала на меті розірвати «економічні корені її [Спарти] військової переваги». За лічені місяці Епамінонд створив дві нові ворожі держави, які протистояли Спарті, похитнули основи економіки Спарти і майже зруйнували престиж Спарти. Зробивши це, він переміг повів свою армію додому.

#### Судовий процес
Щоб здійснити все, що він хотів на Пелопоннесі, Епамінонд переконав своїх товаришів-беотархів залишитися на полі протягом кількох місяців після закінчення терміну їх повноважень. Повернувшись додому, Епамінонда зустріли не героєм, а судом, організованим його політичними ворогами. За словами Корнелія Непоса, на свій захист Епамінонд просто просив, щоб у разі його страти напис щодо вироку звучав так:
Епамінонд був покараний фіванцями смертю за те, що він зобов'язав їх повалити лакедемонян у Левктрі, на яких до того, як він став полководцем, ніхто з беотійців не смів дивитися на поле, і тому що він не лише однією битвою врятував Фіви. від знищення, але також забезпечив свободу для всієї Еллади і привів владу обох людей до такого стану, що фіванці напали на Спарту, а лакедемоняни були задоволені, якщо змогли врятувати своє життя; він також не перестав вести війну, поки, заселивши Мессену, не замкнув Спарту в тісній облогі.
Журі розсміялося, звинувачення були зняті, а Епамінонда знову обрали беотархом на наступний рік.

#### Друге вторгнення на Пелопоннес (369р. до н.е.)
У 369 році до н. е. аргівці, елейці та аркадійці, прагнучи продовжити війну проти Спарти, відкликали фіванців на свою підтримку. Епамінонд, на піку свого престижу, знову командував союзними силами вторгнення. Прибувши до Коринфського перешийка, фіванці виявили, що він сильно охороняється спартанцями та афінянами (разом із коринфянами, мегарянами та пелленіанами). Епамінонд вирішив атакувати найслабше місце, яке охороняли лакедемоняни; на світанку він пробився через спартанську позицію і приєднався до своїх пелопоннеських союзників. Таким чином фіванці здобули легку перемогу і перетнули Перешийок. Діодор підкреслює, що це був «подвиг, анітрохи не гірший за його колишні могутні подвиги».
Однак решта експедиції досягла небагато: Сікіон і Пеллена стали союзниками Фів, а села Троезен і Епідавр були спустошені, але міста не вдалося взяти. Після невдалої атаки на Коринф і прибуття оперативної групи, надісланої Діонісієм Сіракузьким на допомогу Спарті, фіванці вирішили вирушити додому.

#### Фессалія (368р. до н.е.)
Коли Епамінонд повернувся до Фів, його продовжували переслідувати політичні вороги, які вдруге переслідували його. Насправді їм вдалося виключити його з посади беотарха на період 368 року до н. е. Це був єдиний випадок від битви при Левктрах до своєї смерті, коли він не служив беотархом. У 368 році фіванська армія увійшла в Фессалію, щоб врятувати Пелопіда та Ісменія, які були ув'язнені Олександром Ферським під час роботи послів. Фіванська сила не тільки не змогла подолати Олександра та його союзників, але й потрапила в серйозні труднощі, коли спробувала відступити; Епамінонд, який служив рядовим, зумів його вирвати. На початку 367 року Епамінонд очолив другу фіванську експедицію, щоб звільнити Пелопіда та Ісменія. Нарешті він переміг фессалійців і без бою звільнив двох фіванських послів.